# Zonula occludens

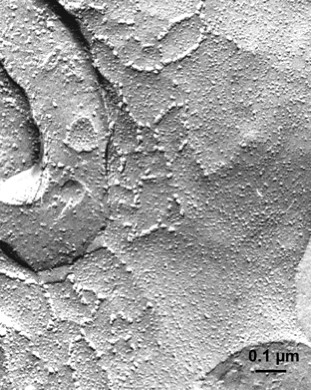
Micrografía electrónica por criofractura de la zonula occludens de una célula endotelial.

Las uniones estrechas, (tight junction en inglés), uniones herméticas, uniones íntimas, uniones ocluyentes o zonula occludens son unas estructuras citológicas presentes entre el epitelio y endotelio que crean una barrera de impermeabilidad impidiendo el libre flujo de sustancias entre células.
 
Estructuralmente consisten en un entramado de proteínas que aproximan las membranas lipídicas de células adyacentes; entre estas proteínas destacan las claudinas y las ocludinas.
 
Funcionalmente, generan una barrera bioquímica entre la membrana apical y la basolateral de estas células epiteliales, permitiendo así el transporte polar. Un ejemplo clásico de esta estructura en un epitelio es la barrera intestinal. 

Con microscopía electrónica, mediante la técnica de criofractura, se observa que las uniones estrechas consisten en una serie de fibrillas lineales, largas y paralelas, interconectadas mediante cortos filamentos.

## Estructura
Las uniones estrechas se compone de una red ramificada de hebras selladas. Cada hebra actúa independientemente de las demás. Por lo tanto, la eficacia de la unión para impedir el pasaje de iones aumenta exponencialmente con el número de hebras. 
Cada hebra está formado por una fila de proteínas transmembrana incrustadas en ambas membranas plasmáticas, con dominios extracelulares que se unen directamente entre sí. Hay al menos 40 proteínas diferentes que componen las uniones estrechas. Estas proteínas consisten tanto en proteínas transmembrana y citoplasmáticas. Las tres proteínas transmembrana principales son ocludinas, claudinas y las moléculas de adhesión de unión (inglés, junction adhesion molecule; JAM). Éstas se asocian con diferentes proteínas periféricas de membrana, como la ZO-1, situadas en el lado intracelular de la membrana plasmática, que anclan las hebras al componente de actina del citoesqueleto.De este modo, las uniones estrechas unen los citoesqueletos de las células adyacentes. La investigación mediante métodos de fractura por congelación en microscopía electrónica revela la extensión lateral de las uniones estrechas en las membranas celulares y ha sido útil para mostrar cómo se forman las uniones estrechas.
- La ocludina fue la primera proteína integral de membrana que se identificó. Tiene una masa molecular de ~60kDa. Consta de cuatro dominios transmembrana y tanto el N-terminal como el C-terminal de la proteína son intracelulares. Forma dos bucles extracelulares y un bucle intracelular. Estos bucles ayudan a regular la permeabilidad paracelular.[7] La ocludina también desempeña un papel clave en la estructura celular y la barrera.[8]

- Las claudinas se descubrieron después de la ocludina y constituyen una familia de más de 27 miembros diferentes en mamíferos. Tienen un peso molecular de ~20kDa. Tienen una estructura similar a la de la ocludina, con cuatro dominios transmembrana y una estructura de bucle similar. Se considera que son la base de las uniones estrechas y desempeñan un papel importante en la capacidad de estas uniones para sellar el espacio paracelular.[9]

- Las moléculas de adhesión de unión, o JAM, forman parte de la superfamilia de las inmunoglobulinas. Tienen un peso molecular de ~40 a 48 kDa.[10] Su estructura difiere de la de otras proteínas integrales de membrana en que sólo tienen un dominio transmembrana en lugar de cuatro. Ayuda a regular la función de la vía paracelular de las uniones estrechas y también participa en el mantenimiento de la polaridad celular.[11]

- Las angulinas se descubrieron en 2011 mediante un cribado visual de las proteínas que se localizan en las uniones estrechas tricelulares.[12] Existen tres miembros de las angulinas: Angulin-1/LSR, Angulin-2/ILDR1 y Angulin-3/ILDR2. Al igual que las JAMs, las angulinas son proteínas de una sola transmembrana. Todas las angulinas tienen un dominio similar a la inmunoglobulina en la región extracelular y un motivo de unión PDZ en el C-terminal. Son responsables del establecimiento de uniones estrechas tricelulares y regulan la función de barrera paracelular.[13]

## Funciones
Las uniones estrechas proporcionan a las células endoteliales y epiteliales una función de barrera; esta función se subdivide en barreras protectoras y barreras funcionales que sirven para fines como el transporte de materiales y el mantenimiento del equilibrio osmótico.
Las uniones estrechas impiden el paso de moléculas e iones a través del espacio intercelular de las células adyacentes, por lo que los materiales deben entrar realmente en las células (por difusión o transporte activo) para poder atravesar el tejido. La vía intracelular restringida exigida por el sistema barrera de uniones estrechas permite controlar con precisión qué sustancias pueden atravesar un tejido concreto (p. ej., la barrera hematoencefálica). En la actualidad, todavía no está claro si el control es activo o pasivo y cómo se forman estas vías. En un estudio sobre el transporte paracelular a través de la unión estrecha en el túbulo proximal del riñón, se propuso un modelo de doble vía, compuesta por grandes hendiduras formadas por discontinuidades infrecuentes en el complejo de la unión estanca y numerosos poros circulares pequeños.
Las uniones estrechas también ayudan a mantener la polaridad apicobasal de las células impidiendo la difusión lateral de proteínas integrales de membrana entre las superficies apical y basal/lateral, lo que permite preservar las funciones especializadas de cada superficie (p. ej., la endocitosis mediada por receptores en la superficie apical y la exocitosis en la superficie basolateral). Esto permite el transporte transcelular polarizado y las funciones especializadas de las membranas apical y basolateral.

## Clasificación
Los epitelios se clasifican en herméticos o permeables, en función de la capacidad de las uniones estrechas para impedir el movimiento de agua y solutos:
- Los epitelios herméticos tienen uniones herméticas que impidan la mayor parte del movimiento entre las células. Ejemplos de epitelios estancos son el túbulo contorneado distal, el túbulo colector de la nefrona en el riñón y los vías biliares que se ramifican a través del tejido hepático. Otro ejemplo es la barrera hematoencefálica.

- Los epitelios permeables no tienen estas uniones estrechas o tienen uniones estrechas que son menos complejas. Por ejemplo, la unión estrecha en el túbulo proximal del riñón, un epitelio muy permeable, sólo tiene dos o tres hebras de unión, y estas hebras presentan grandes hendaduras infrecuentes.